# Shuizhai (köping i Kina)
Shuizhai (kinesiska: 水寨, 水寨镇) är en köping i Kina. Den ligger i provinsen Henan, i den centrala delen av landet, omkring 110 kilometer väster om provinshuvudstaden Zhengzhou. Antalet invånare är 29 912. Befolkningen består av 14 685 kvinnor och 15 227 män. Barn under 15 år utgör 25,0 %, vuxna 15-64 år 67 %, och äldre över 65 år 6,0 %.
Genomsnittlig årsnederbörd är 686 millimeter. Den regnigaste månaden är september, med i genomsnitt 132 mm nederbörd, och den torraste är januari, med 6 mm nederbörd.